# Inocencio Chincá
José Inocencio Chincá (Tame, Arauca, Colombia, 1798 - Tibasosa, Boyacá, Colombia, 28 de julio de 1819) fue un militar colombiano que combatió bajo las órdenes de Simón Bolívar, durante la Campaña Libertadora de Nueva Granada en 1819. Hizo parte de la carga de lanceros durante la Batalla del Pantano de Vargas, en la cual fue herido de gravedad, falleciendo 3 días después.

## Origen
Nació en Tame (actual departamento de Arauca) descendiente de los indios guahibos, en 1798. Como habitante de los llanos orientales estuvo familiarizado desde niño con el manejo y la doma de caballos, necesarios para movilizarse en el invierno y trabajar en los hatos de entonces.La Escuela Militar de Suboficiales del Ejército Nacional con sede en el Fuerte Militar de Tolemaida, realizó un homenaje al Sargento Inocencio Chincá, el valiente lancero cuyo nombre desde 1969 posee la alma mater de los suboficiales en Colombia.

## Participación en la guerra de independencia
Siendo muy joven se presentó como voluntario para hacer parte del ejército independentista comandado por José Antonio Páez. Se ofreció, para cruzar el río Arauca hacia Venezuela, donde participó en la maniobra de caballería de la Batalla de Las Queseras del Medio, haciendo parte del grupo de 153 soldados de a caballo escogidos por Páez el 3 de abril de 1819. Como reconocimiento a su desempeño, Bolívar le otorgó a este escuadrón de caballería, la «Orden de los Libertadores», entre ellos al entonces sargento Segundo José Inocencio Chincá.
Hizo parte del destacamento de caballería que acompañó a Simón Bolívar en la Campaña Libertadora de Nueva Granada en 1819 hacia el actual territorio colombiano. El ascenso a la Cordillera de los Andes privó de montura a una buena parte de la caballería, además de soportar el rigor de las bajas temperaturas.
José Inocencio Chincá participó en la carga de los 14 lanceros comandados por el coronel Juan José Rondón, en el punto crucial de la Batalla del Pantano de Vargas, en la cual respondiendo de inmediato a la voz de su comandante «¡los que sean valiantes síganme que hoy triunfaremos!», encabezaron un veloz ataque de caballería contra las tropas españolas. Durante la acción, Chincá sostuvo un duelo con el capitán español Ramón Bedoya, quien le infligió un lanzazo por la espalda. Chincá se extrajo la lanza y con ella mató a Bedoya. Inocencio Chincá quedó herido de gravedad y falleció tres días después en Tibasosa.
Se dice que durante la agonía, por la fiebre, Chincá exclamaba: «Bedoya me pringó pero también se fue».
En honor a este suboficial de caballería, la Escuela Militar de Suboficiales del Ejército Nacional de Colombia lleva su nombre; al igual que una institución educativa de su ciudad natal, Tame,, los colegios militares de Sogamoso  (Boyacá) y de Ibagué  (Tolima). y una avenida en Bogotá.